# 8,8 cm SK L/45
Il cannone 8,8 cm SK L/45 (dove SK -  sta per Schnelladekanone cannone a caricamento rapido in lingua tedesca, mentre L/45 sta per Länge, lunghezza e 45  è il numero di calibri con cui è espressa la lunghezza della canna) fu un cannone navale tedesco utilizzato durante la prima guerra mondiale.